# Adriano Reys
Adriano Antônio de Almeida, lepiej znany jako Adriano Reys (ur. 20 lipca 1934 w Rio de Janeiro, zm. 20 listopada 2011 w Rio de Janeiro) – brazylijski aktor telewizyjny, teatralny i filmowy.
Zmarł 20 listopada 2011 roku w wieku 77. lat w szpitalu Copa D'Or w Rio de Janeiro, gdzie został przyjęty 10 dni wcześniej na leczenie raka wątroby i międzybłoniak.

## Wybrana filmografia

### Filmy fabularne
- 1953: A Dupla do Barulho  jako dziennikarz
- 1953: É pra Casar?
- 1953: Três Recrutas
- 1953: A Dupla do Barulho
- 1954: Malandros em Quarta Dimensão
- 1955: Leonora dos Sete Mares
- 1955: Angu de Caroço
- 1956: Zamach stanu (O Golpe)
- 1959: Aí Vêm os Cadetes
- 1962: Os Apavorados jako Carlos
- 1962: As Sete Evas jako Augusto
- 1965: No Tempo dos Bravos
- 1966: Todas as Mulheres do Mundo
- 1967: Garota de Ipanema jako fotograf
- 1971: Paixão na Praia
- 1972: Pszczoła w deszczu (Uma Abelha na Chuva) jako Jacinto, kierowca karetki
- 1974: Gente Que Transa
- 1976: Tiradentes, o Mártir da Independência jako Tiradentes
- 1981: O Seqüestro jako Pedro
- 1982: Menino do Rio jako Braga
- 1987: A Menina do Lado

### Telenowele/seriale TV
- 1961: Adeus às Armas
- 1970: Pigmalião 70 jako Juan Carlos
- 1970: E Nós, Aonde Vamos?
- 1971: O Preço de um Homem jako Mário
- 1972: Bel-Ami jako Bel-Ami
- 1973: Rosa dos Ventos jako profesor Antônio Carlos
- 1974: Ídolo de Pano jako Wilson
- 1974: Os Inocentes jako doktor Mário
- 1975: A Viagem jako Raul
- 1975: Ovelha Begra jako Victor
- 1976: O Julgamento jako Ivan
- 1976: Papai Coração jako Estêvão
- 1977: Éramos Seis jako Felício
- 1981: W kamiennym kręgu (Ciranda de Pedra) jako mecenas Natércio Prado, ojciec Virginii
- 1982: Final Feliz jako Leandro
- 1982: Sétimo Sentido jako Jean Pierre Renard
- 1983: Parabéns pra você jako Tiago
- 1984: Santa Marta Fabril S.A.
- 1984: Amor com Amor se Paga jako Vinicius
- 1985: Ti Ti Ti jako Adriano
- 1986: Selva de Pedra jako Oskarżyciel
- 1988: Za wszelką cenę (Vale Tudo) jako Renato Filipelli
- 1990: Cortina de Vidro jako William
- 1990: Barriga de Aluguel jako Dr Alvaro Barone
- 1993: Tajemnice piasków (Mulheres de Areia) jako Oswaldo Sampaio
- 1994: Você Decide
- 1994: Quatro por Quatro jako Meirelles
- 1995: A Idade da Loba jako Montenegro
- 1997: Canoa do Bagre jako Raul
- 1998: Do Fundo do Coração jako Raul
- 1998: Você Decide
- 2001: Segredo de Justiça
- 2003: Kubanacan jako Pitágoras
- 2005: A Lua Me Disse jako Bandeira Dois
- 2005: Linha Direta jako Generał Marcondes
- 2006-2007: Paixões Proibidas jako Ks. Bernardo
- 2009: Promessas de Amor jako Antônio Cordeiro